# Wolfenstein (computerspel)
Wolfenstein is een first-person shooter, ontwikkeld door Raven Software en Endrant Studios. Het computerspel is in Europa uitgebracht door Activision op 21 augustus 2009 en is het vervolg op Return to Castle Wolfenstein. In het spel wordt gebruikgemaakt van de id Tech 4-engine.

## Plot
Het speelt zich af in het fictieve stadje Isenstadt tijdens de Tweede Wereldoorlog, waar de nazi's de macht hebben gegrepen om de zeldzame Nachtsonne-kristallen te delven en aldus toegang te krijgen tot de dimensie van de Schwarze Sonne. Terwijl de speler de nationaalsocialisten daar bestrijdt, worden de gebeurtenissen in het stadje steeds vreemder en geheimzinniger; de bewakers, die soldaten zijn, worden bijvoorbeeld vervangen door bovennatuurlijke wezens.

## Spel
De locaties in de game zijn onder meer een riool, een taverne, een hospitaal, een boerderij, een onderaardse mijn, een kerk, het hoofdkwartier van de Schutzstaffel, een site en grotten, een fabriek, een radiostation, een paranormale basis, het huis van een generaal, een luchthaven en een grote zeppelin.

## Ontvangst
| Recensiescore       | Recensiescore                 |
| Recensieverzamelaar | Score                         |
| ------------------- | ----------------------------- |
| Metacritic          | 74% (PC) 71% (PS3) 72% (X360) |
| Publicist           | Score                         |
| Destructoid         | 6,8                           |
| Eurogamer           | 6                             |
| Game Informer       | 7,25                          |
| GameSpot            | 7,5                           |
| IGN                 | 7,3                           |

Wolfenstein ontving gemiddelde recensies. Men prees de meeslepende dynamiek en spanning in het spel, maar kritiek was er op de matige multiplayer en weinig vernieuwende elementen. Als gevolg van de lage verkoopcijfers moest ontwikkelaar Activision mensen ontslaan. Ook was het spel vanaf 2014 niet meer digitaal verkrijgbaar.
Op aggregatiewebsite Metacritic heeft het spel voor alle platformen een verzamelde score van 72,3%.